# Samir Sahiti
Samir Sahiti (* 15. August 1988 in Jugoslawien) ist ein kosovarischer Fußballspieler.

## Karriere
Sahiti startete seine Karriere 2003 im Kosovo bei KF Trepça’89, wo er in der Saison 2006/07 in den Kader der ersten Mannschaft aufgenommen wurde. Nach dem Abstieg des Vereins 2009 aus der Raiffeisen Superliga wechselte er zum Stadtrivalen KF Trepça und wurde mit dem Klub in der Spielzeit 2009/10 Meister. Zu Saisonbeginn 2010/11 wechselte Sahiti zum Ligakonkurrenten KF Hysi. Nachdem er dort im Frühling 2011 im Training mit den Zabërxha Brüdern Enis und Armend aneckte, wurde er vom Verein suspendiert. Bei Hysi in Ungnade gefallen, entschied sich Sahiti am 21. Juni 2011 für einen Wechsel nach Mazedonien zum UEFA-Europa-League-Teilnehmer FK Renova Džepčište. Er gab in der UEFA-Europa-League-Qualifikation 2011/12 sein Debüt für den mazedonischen Verein.
Sahiti kam in der ersten Hälfte der Saison 2011/12 zu zehn Einsätzen in der Prva Liga für FK Renova. und verließ am 23. Dezember 2011 wieder Mazedonien. Er kehrte in den Kosovo zurück und steht seitdem bei KF Drenica unter Vertrag.

### International
Sahiti spielt für die kosovarische Fußballnationalmannschaft.